# Slater (Iowa)
Slater és una població dels Estats Units a l'estat d'Iowa. Segons el cens del 2000 tenia 1.306 habitants.

## Demografia
Segons el cens del 2000, Slater tenia 1.306 habitants, 532 habitatges, i 369 famílies. La densitat de població era de 410 habitants/km².
Dels 532 habitatges en un 34,6% hi vivien nens de menys de 18 anys, en un 61,7% hi vivien parelles casades, en un 5,8% dones solteres, i en un 30,6% no eren unitats familiars. En el 28% dels habitatges hi vivien persones soles el 13,9% de les quals corresponia a persones de 65 anys o més que vivien soles. El nombre mitjà de persones vivint en cada habitatge era de 2,45 i el nombre mitjà de persones que vivien en cada família era de 3,03.
Per edats la població es repartia de la següent manera: un 26,7% tenia menys de 18 anys, un 6,4% entre 18 i 24, un 28,9% entre 25 i 44, un 24% de 45 a 60 i un 14% 65 anys o més.
L'edat mediana era de 38 anys. Per cada 100 dones de 18 o més anys hi havia 85,8 homes.
La renda mediana per habitatge era de 45.417 $ i la renda mediana per família de 58.036 $. Els homes tenien una renda mediana de 37.760 $ mentre que les dones 27.031 $. La renda per capita de la població era de 20.647 $. Entorn del 0,6% de les famílies i el 2% de la població estaven per davall del llindar de pobresa.

## Poblacions més properes
El següent diagrama mostra les poblacions més properes.